# Katherine Bailess
Katherine Bailess (* 24. dubna 1980, Vicksburg, Mississippi, Spojené státy americké) je americká herečka, zpěvačka a tanečnice. Nejvíce se proslavila rolí v seriálu stanice CW One Tree Hill a Gilmorova děvčata. Během let 2013 až 2018 hrála hlavní roli Kyle Hart v seriálu stanice VH1/BET Hit the Floor.

## Životopis
Narodila se ve Vicksburgu v Mississippi. Je dcerou Natalie a Bobbyho Bailesových. Její otec je soudce a bývalý zadák fotbalového týmu Ole Miss Rebels z University of Mississippy. S tancem začala ve čtyřech letech. Během dětství se také věnovala gymnastice a roztleskáváním. Získala stipendium na studim v Broadway Dance Center v New Yorku a na Ann Reinking's Broadway Theater Project na Floridě.

## Kariéra
V roce 2003 se poprvé objevila před kamerou v roli Alexy ve filmu Láska mezi Superstar. V roli Colleen se objevila ve filmu Bravo Girls: Opět v akci. Získala role v seriálech Gilmorova děvčata, One Tree Hill a The Loop.
Produkovala a zahrála si ve filmu Elle: A Modern Cinderella Tale. V roce 2013 získala roli Kyle Hart v seriálu stanice VH1 Hit the Floor.

## Filmografie
| Rok  | Název                        | Role           | Poznámky         |
| ---- | ---------------------------- | -------------- | ---------------- |
| 2003 | Láska mezi superstar         | Alexa          |                  |
| 2004 | Bravo Girls: Opět v akci     | Colleen Lipman |                  |
| 2006 | Sea of Fear                  | Kate           |                  |
| 2006 | Jackass Number Two           | Tanečnice      |                  |
| 2010 | Bellow the Beltway           | Hope P.        |                  |
| 2010 | Elle: Příběh moderní Popelky | Stephanie      | také producentka |
| 2012 | Prick                        | Sexy blondýna  | krátký film      |
| 2012 | Macedo: Caught               | tanečnice      | krátký film      |
| 2012 | Stone Markers                | Anna Falactic  |                  |
| 2013 | 2 Dead 2 Kill                | Anna Falactic  |                  |
| 2017 | A Very Sordid Wedding        | Greta Waring   |                  |
| 2018 | He Loved Them All            | Sara Ross      |                  |
| 2019 | The Naughty List             | Keegan Collier |                  |
| 2020 | Dashing in December          | Willa          |                  |

| Rok       | Název                      | Role            | Poznámky                                    |
| --------- | -------------------------- | --------------- | ------------------------------------------- |
| 2004      | Gilmorova děvčata          | Stephanie       | 2 díly                                      |
| 2005      | One Tree Hill              | Erica Marsh     | 6 dílů                                      |
| 2006      | Námořní vyšetřovací služba | Madison         | díl: „Zlobivá sestra“                       |
| 2007      | The Loop                   | Wende           | 2 díly                                      |
| 2008      | Sordid Lives: The Series   | Sestřička       | 3 díly                                      |
| 2012      | Class with Chadwick Chubb  | Sexy detektivka | TV film                                     |
| 2014      | Anger Management           | Susie           | díl: „Charlie Gets Between Sean and Jordan“ |
| 2013–2018 | Hit the Floor              | Kyle Hart       | Hlavní role                                 |
| 2016      | Sběratelé kostí            | Kelsey Whitney  | díl: „Smrt při obraně“                      |
| 2016–2017 | Another Blackout           | Marcy           | 2 díly                                      |
| 2018      | Deadly Matrimony           | Sara Ross       | TV film                                     |